# Lukas Piloty
Lukas Piloty (* 2. Oktober 1981 in München) ist ein deutscher Schauspieler.

## Leben
Nach dem Schauspielstudium  2004 bis 2007 an der Westfälischen Schauspielschule in Bochum war Piloty seit der Spielzeit 2007/2008 Ensemblemitglied am Staatstheater Mainz. Hier war er zu sehen als Wurm in „Kabale und Liebe“, Rabe Abraxas in „Die kleine Hexe“, Leonce in „Leonce und Lena“ und Wronski in „Anna Karenina“. 2010 spielte er in der Komödie Lena will es endlich wissen von Regisseur Edwin Brienen. Seit Januar 2012 sieht man ihn in der ZDF-Serie SOKO Köln in der ständigen Rolle als Kommissar Jonas Fischer. Er löste somit seinen Vorgänger Steve Windolf ab.

## Filmografie
- 2010: Lena will es endlich wissen
- 2013: Inside Wikileaks – Die fünfte Gewalt
- Seit 2012: SOKO Köln
- 2017: Bettys Diagnose (1 Episodenrolle)
- 2018: Südstadt
- 2019:  Kroymann (Satiresendung, 1 Folge)
- 2019: Matula – Tod auf Mallorca
- 2019–2020: Schmitz & Family
- 2024: Bettys Diagnose (Fernsehserie, Folge Schluss Aus Vorbei)